# Chiasmocleis crucis
Chiasmocleis crucis é uma espécie de anfíbio da família Microhylidae.
É endémica do Brasil.
Os seus habitats naturais são: florestas subtropicais ou tropicais húmidas de baixa altitude, marismas intermitentes de água doce, jardins rurais e florestas secundárias altamente degradadas.
Está ameaçada por perda de habitat.